# Krystyna (męczennica)
Krystyna, męczennica, cs. Muczenica Christina (zm. ok. 288-300 w Cezarei Kapadockiej) – męczennica chrześcijańska w czasach panowania Dioklecjana, siostra św. Kalisty, święta Kościoła prawosławnego.
O jej życiu wiadomo z dziejów gorliwej chrześcijanki św. Doroty i jej męczeńskiej śmierci za wiarę w Jezusa Chrystusa.
Krystyna i Kalista, będące wcześniej chrześcijankami, odstąpiły od wiary i do tego samego miały namówić Dorotę. Stało się jednak odwrotnie. Obie siostry ponownie uwierzyły w Zbawiciela i, wzmocnione modlitwami świętej Doroty, same wybrały męczeństwo. Związano je plecami do siebie i spalono w beczce ze smołą. Św. Dorotę ścięto mieczem razem z nawróconym Teofilem.
Wspomnienie liturgiczne św. Krystyny i towarzyszy obchodzone jest 6/19 lutego, tj. 19 lutego według kalendarza gregoriańskiego.